# Lomandra insularis
Lomandra insularis là một loài thực vật có hoa trong họ Măng tây. Loài này được Schltr. mô tả khoa học đầu tiên năm 1908.